# Hornstrandir
Hornstrandir es la península más septentrional de Islandia. Está situada en la región de los fiordos del oeste, al sur del fiordo Jökulfirðir, por extensión su nombre designa también la reserva natural establecida en 1975. Como el resto de la región de los Vestfirðir, la península es una antigua placa de basalto de unos 500 m de altitud. Una de sus formaciones más vistosas es el peñasco de Hornbjarg.

## Fauna y flora

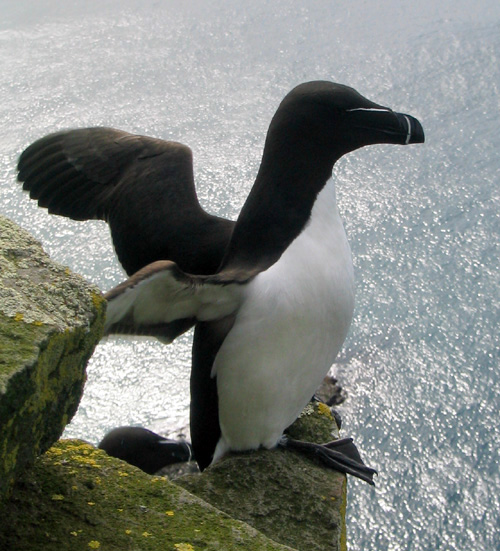
Pingüino en los acantilados de Vestfirðir

Hay unas 260 especies de plantas con flores y helechos donde la ausencia de ganado lanar ha favorecido ciertas especies raras en el resto de la isla.
El animal más emblemático es el zorro polar, muy protegido en la reserva. También existen aves marinas sobre todo en los acantilados y una gran concentración de gaviotas tridáctilas, de araos comunes y araos de Brünnich

## Historia
Hasta la segunda mitad del siglo XX, en la península los habitantes de pequeñas aldeas vivían de la pesca y la caza y recolecta de huevos o plumas de anátidas. La agricultura estaba muy limitada y el transporte era difícil sobre todo en invierno, lo que producía un gran aislamiento de la región. La escasez de recursos piscícolas y la dificultad de la vida llevaron paulatinamente al despoblamiento de la región donde hoy en día no hay habitantes permanentes, solo casas de verano.
El acceso únicamente por barco está muy restringido, pero aun así esta reserva de naturaleza salvaje es muy apreciada por excursionistas y hay varios  campings.